# Pedro Cachín
Pedro Cachín (født 12. april 1995 i Córdoba, Argentina) er en professionel tennisspiller fra Argentina.